# ضایه بن ضحوه
ضایه بن ضحوه (به عربی: ضاية بن ضحوة) یک شهرداری در الجزایر است که در ناحیه ضایه بن ضحوه واقع شده‌است. ضایه بن ضحوه  ۱۲٬۶۴۳ نفر جمعیت دارد و ۵۲۹ متر بالاتر از سطح دریا واقع شده‌است.